# Mate Matišić
Mate Matišić (Ričice pokraj Imotskog, 17. siječnja 1965.) je hrvatski dramatičar, scenarist, skladatelj i glazbenik.

## Životopis
Mate Matišić diplomirao je na Pravnom fakultetu u Zagrebu, a zaposlen je kao urednik u Dramskom programu Hrvatskoga radija. Svira u jazz-sastavima ("Hot club Zagreb"), nastupa na jazz-koncertima i festivalima te svira nekoliko narodnih glazbala: samicu i tambure (bisernicu, bas-prim...). Dramski prvijenac "Namigni mu, Bruno!" napisao je 1985. godine (praizveden je dvije godine kasnije pod naslovom "Bljesak zlatnog zuba"), a do 1999. napisao je još pet dramskih tekstova koji su izvedeni u hrvatskim kazalištima. To su "Legenda o svetom Muhli", "Božićna bajka" (po motivima komada "Josef und Maria" austrijskoga dramatičara Petera Turrinija), "Cinco i Marinko", "Anđeli Babilona" te "Svećenikova djeca". Godine 2006. objavljena mu je i "Posmrtna trilogija", koju čine drame "Sinovi umiru prvi", "Žena bez tijela" i "Ničiji sin". Scenarist je i koscenarist filmova Život sa stricem, Priča iz Hrvatske, Kad mrtvi zapjevaju, Fine mrtve djevojke, Infekcija i drugih. Skladao je glazbu za veći broj filmova (Kako je počeo rat na mom otoku, Maršal, Svjedoci, Infekcija, Ta divna splitska noć, Dva igrača s klupe, S one strane...) i kazališnih predstava (Cinco i Marinko, Četvrta sestra, Što je muškarac bez brkova, Hotel Babilon, Jacques i njegov gospodar...). Osim u Hrvatskoj, drame su mu izvođene u Bugarskoj, Mađarskoj, Makedoniji, Sloveniji i Rusiji. Dobitnik je niza nagrada za dramske tekstove i glazbu. U zagrebačkom Gradskom dramskom kazalištu "Gavella" dosad su postavljene Matišićeve drame "Božićna bajka" (1990.) i "Anđeli Babilona" (1996.). Bljesak zlatnog zuba izveden je u splitskom HNK.

## Nepotpun popis djela

### Objavljene drame
- "Anđeli Babilona",  Hrvatska sveučilišna naklada, Zagreb, 1996.
- "Bljesak zlatnog zuba", Hrvatska sveučilišna naklada, Zagreb, 1996., ISBN 953-169-104-5
- "Sinovi umiru prvi; Legenda o svetom Muhli", Gradsko dramsko kazalište "Gavella", Zagreb, 2005., ISBN 953-99926-3-X
- "Posmrtna trilogija", Hrvatski centar ITI – UNESCO, Zagreb, 2006., ISBN 953-6343-44-4

### Popis drama
- 1985. Bljesak zlatnog zuba
- 1988. Legenda o svetom Muhli
- 1989. Božična bajka
- 1992. Cinco i Marinko
- 1996. Anđeli Babilona
- 1999. Svećenikova djeca
- 2005. Sinovi umiru prvi
- 2005. Ničiji sin
- 2005. Žena bez tijela
- 2009. Balon
- 2012. Fine mrtve djevojke
- 2016. Obožavateljica
- 2016. Prvi musliman u selu
- 2016. Ispod perike
- 2021. Ja sam ona koja nisam
- 2023. Moji tužni monstrumi
- 2025. Sijamski blizanci plešu sambu ili nevini umuru prvi
- 2025. Žene bez zuba iliti ples Melanije Trump

### Scenariji filmova
- Život sa stricem (1988.)
- Kad mrtvi zapjevaju (1998.)
- Fine mrtve djevojke (2002.)
- Nije kraj (2008.)
- Svećenikova djeca (2013.)
- S one strane (2016.)

### Filmska glazba
- Kako je počeo rat na mom otoku (1996.)
- Maršal (1999.)
- Ta divna splitska noć (2004.)
- Čovjek koji je živio kazalište – Marin Carić (2011.)
- Halimin put (2012.)
- Svećenikova djeca (2013.)
- Dnevnik Mašinovođe (2016.)

### Ostalo
- Čovjek koji je živio kazalište – Marin Carić – skladatelj i gost dokumentarca (2011.)
- Mrkomir Prvi kao kompozitor Antonio i dangubičar (gostujuće uloge, 2022. – 2023.)

### Sinkronizacija
- Neparožderi – skladatelj, aranžer glazbe, gitara i ukulele i prepjev (2017.)

## Vanjske poveznice
- Nacional.hr (arhiv) – Nina Ožegović: »Mate Matišić – pisac šokantnih drama i svirač jazza« (intervju, Nacional br. 589, 27. veljače 2007.)
- www.mojzagreb.info – Vidmir Raič: »Mate Matišić: Hrvatski identitet – sloboda ispred nacije«